# 孫鼎相
孙鼎相（1564年—1642年），字叔亨，号玉阳，别号涧泉居士，山西沁水县人。明朝政治人物。

## 生平
万历十九年（1591年）辛卯科山西鄉試第六名舉人，二十六年（1598年）戊戌科进士，授直隶松江府推官。三十二年升任工部营缮司主事。三十五年改兵部武选司主事，三十九年復除礼部主客司主事，本年升员外郎，四十年調吏部稽勋司、验封司员外郎，四十一年轉考功司，調文选司，升稽勋司郎中，本年养病。万历四十七年三月，起升陕西屯田参政。天启元年（1621年）十月升陕西按察使，分守西宁。二年入爲太僕寺少卿，三月升光禄寺少卿，九月，改太常寺少卿。晋寺卿。天启四年（1624年），以都察院右副都御史，巡抚湖广，天启六年（1626年），因魏忠贤党弹劾，罢官回籍。
崇祯元年（1628年），起为户部右侍郎，不就。家居数年。卒年七十九。

## 家族
兄孫居相，官至户部尚书